# Frank S. Dickson

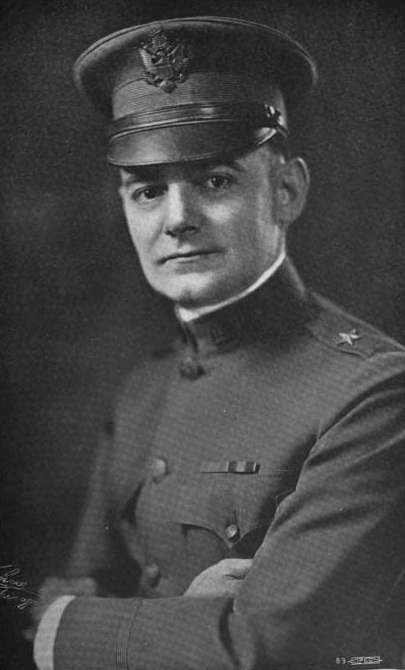
Frank S. Dickson, 1919

Frank Stoddard Dickson (* 6. Oktober 1876 in Hillsboro, Montgomery County, Illinois; † 24. Februar 1953 in Washington, D.C.) war ein US-amerikanischer Politiker. Zwischen 1905 und 1907 vertrat er den Bundesstaat Illinois im US-Repräsentantenhaus.

## Werdegang
Frank Dickson besuchte die öffentlichen Schulen seiner Heimat und danach bis 1896 die High School in Decatur. Anschließend arbeitete er in Ramsey als Lehrer. 1898 nahm er als Infanterist am Spanisch-Amerikanischen Krieg. Danach war er wieder als Lehrer tätig. Gleichzeitig schlug Dickson als Mitglied der Republikanischen Partei eine politische Laufbahn ein. Bei den Kongresswahlen des Jahres 1904 wurde er im 23. Wahlbezirk von Illinois in das US-Repräsentantenhaus in Washington gewählt, wo er am 4. März 1905 die Nachfolge von Joseph B. Crowley antrat. Da er im Jahr 1906 nicht bestätigt wurde, konnte er bis zum 3. März 1907 nur eine Legislaturperiode im Kongress absolvieren.
Nach dem Ende seiner Zeit im US-Repräsentantenhaus war Frank Dickson zwischen 1908 und 1910 Assistant Adjutant General seines Staates. Von 1910 bis 1922 kommandierte er als Adjutant General die Nationalgarde. Anschließend war er bis 1924 Finanzdirektor der United States Shipping Board and Emergency Fleet Corporation. Von 1924 bis 1926 fungierte er als Sekretär von US-Senator Joseph Medill McCormick. Danach war er Mitglied im Bundesvorstand der Feuerversicherer in Chicago (National Board of Fire Underwriters). Er starb am 24. Februar 1953 in Washington.